# طبل ابریشم
طبلِ ابریشم (به ژاپنی: 綾鼓) یک نوی ژاپنی از قرنِ پانزدهمِ میلادی است.

## به فارسی
بهرام بیضایی این نمایشنامه را به فارسی ترجمه و منتشر کرده است.